# Cristina Campo
Cristina Campo, pseudonimo di Vittoria Maria Angelica Marcella Cristina Guerrini (Bologna, 29 aprile 1923 – Roma, 10 gennaio 1977), è stata una scrittrice, poetessa e traduttrice italiana.

## Biografia
(Giuseppina Pignatelli Emo)
Nacque a Bologna, unica figlia di Guido Guerrini, musicista e compositore originario di Faenza, e di Emilia Putti, nipote di Enrico Panzacchi e sorella di Vittorio Putti, celebre chirurgo ortopedico. Per una congenita malformazione cardiaca, che rese sempre precaria la sua salute, Cristina crebbe isolata dai coetanei e non poté seguire regolari studi scolastici.

Fino al 1925 la famiglia Guerrini visse presso la residenza del professor Putti, nel parco dell'Ospedale Rizzoli di Bologna. Successivamente la famiglia si trasferì a Parma, e dal 1928 a Firenze, dove Guido Guerrini fu chiamato a dirigere il conservatorio Cherubini. L'ambiente culturale fiorentino fu determinante nella formazione di Cristina Campo, a cominciare dall'amicizia con il germanista e traduttore Leone Traverso, da lei chiamato affettuosamente "Bul", al quale, per qualche tempo, fu legata anche sentimentalmente. Importanti furono gli incontri con Mario Luzi e Gianfranco Draghi (che le fecero conoscere il pensiero di Simone Weil), Gabriella Bemporad e Margherita Pieracci Harwell, la letterata che avrebbe curato la pubblicazione delle opere postume di Cristina Campo. Restò a Firenze fino al 1955, divenendo nota negli ambienti culturali: 
(Giorgio Orelli)

La sua natura solitaria, per certi versi anacoretica, la portò a rifuggire da riconoscimenti e apprezzamenti (preferì firmare con nomi fittizi le poche opere pubblicate in vita), dimostrandosi sempre indifferente alle strategie e alle esigenze del mercato letterario. Così fu descritta da Pietro Citati:
(Pietro Citati)
Di sé amava dire: "Ha scritto poco, e le piacerebbe aver scritto meno". Il suo stile personalissimo, ricorrente nei diversi generi letterari da lei praticati, è caratterizzato da una spiccata tensione a far coincidere la parola con il suo significato più profondo, rifuggendo da tutto ciò che era da lei ritenuto ovvio o superfluo.

Cristina Campo

Cristina Campo fu traduttrice soprattutto di autori di lingua inglese, come Katherine Mansfield, Virginia Woolf, John Donne, e William Carlos Williams. Per tutta la vita predilesse Hugo von Hofmannsthal e Simone Weil, della quale tradusse la tragedia Venezia salva e il saggio Iliade Poema della forza.
Il padre nel 1945 è internato in un campo di concentramento degli alleati perché simpatizzante del fascismo, e lei fa da interprete per tedeschi e americani. Dall'apparenza eccentrica e dal carattere molto forte e spigoloso, nel dopoguerra «a Firenze, si divertiva a lodare ad alta voce Mussolini per scandalizzare i passanti» ha scritto la sua biografa Cristina De Stefano.
Nei primi anni Cinquanta lavorò alla compilazione di un'antologia di scrittrici, Il Libro delle ottanta poetesse, concepita come "una raccolta mai tentata delle più pure pagine vergate da mano femminile attraverso i tempi". L'antologia, alla quale Cristina Campo lavorò a lungo, coinvolgendo nella traduzione vari amici, non venne tuttavia mai pubblicata.
Nel 1955 si trasferì a Roma, dove il padre fu chiamato a dirigere il conservatorio di Santa Cecilia e il Collegio di Musica. In questa città, verso la quale ebbe sempre sentimenti controversi, strinse nuove amicizie, come quelle con Margherita Dalmati (pseudonimo di Maria-Nike Zoroghiannide), Roberto Bazlen, María Zambrano. Nel 1956, per un mese, fu al capezzale di Corrado Alvaro nella casa dello scrittore calabrese in Piazza di Spagna. Sempre a Roma, il dottor Ernst Bernhard, lo psicoanalista e astrologo tedesco di origine ebraica che introdusse le tecniche di Carl Gustav Jung in Italia, la guarì da una fastidiosa agorafobia.
Al 1958 risale l'incontro, per lei fondamentale, con lo studioso e scrittore Elémire Zolla, con il quale visse a lungo; anche se poco prima della morte della scrittrice il rapporto sentimentale era cessato, convissero fino alla di lei scomparsa.
Negli ultimi anni di vita ebbe un intenso scambio epistolare con il filosofo Andrea Emo, che come lei visse appartato e la cui opera solo di recente è stata scoperta e pubblicata postuma.
Nel 1956, presso l'editore Vanni Scheiwiller di Milano, apparve il suo primo libro, la raccolta di poesie Passo d'addio. Nel 1962 uscì da Vallecchi il volume di saggi Fiaba e mistero, in parte confluito nel libro successivo Il flauto e il tappeto, pubblicato nel 1971 da Rusconi.
Nella sua vita frequentò anche Mario Luzi, e al suo cenacolo letterario parteciparono diversi scrittori e poeti divenuti famosi in seguito, come Guido Ceronetti. Riguardo al rapporto con Luzi, con cui ebbe una storia d'amore:
(Margherita Dalmati)
L'ultimo decennio della sua vita la vide emarginata dalla scena culturale e profondamente interessata alle tematiche del sacro e della spiritualità. Così Elémire Zolla ricorda quegli anni: 
(Un destino itinerante di Elémire Zolla e Doriano Fasoli, Venezia, Marsilio Editori, 2002, pag. 37.)
Tra i pochi che scrissero della Campo in occasione della morte, vi furono Roberto Calasso della casa editrice Adelphi e Alfredo Cattabiani, che in qualità di direttore editoriale della Rusconi aveva pubblicato Il flauto e il tappeto.
La sua concezione del cristianesimo, a cui si avvicinò sempre più negli anni fino a diventare una fervente cattolica, nonostante convivesse da anni con un uomo sposato e poi divorziato, fu nettamente "tradizionalista", contrapposta alle riforme liturgiche seguite al Concilio Vaticano II e in favore della messa tridentina. Cristina Campo fu tra coloro che fondarono la prima associazione di cattolici tradizionalisti, Una Voce, alla cui vicepresidenza onoraria fu nominato Eugenio Montale. Fu anche la redattrice del testo in italiano del Breve esame critico del Novus ordo Missae, firmato dai cardinali Alfredo Ottaviani e Antonio Bacci, il cosiddetto "Intervento Ottaviani", lavoro di disamina critica di tali riforme, inviato a papa Paolo VI. Il suo amore per la liturgia la avvicinò dapprima all'Abbazia benedettina di Sant'Anselmo sull'Aventino a Roma, dove si cantava ancora il gregoriano, e successivamente al Collegium Russicum. Individuò infatti nel rito bizantino, praticato dalla Chiesa ortodossa e dalle chiese romane di rito greco-orientale, una maggiore aderenza al suo modo di concepire la spiritualità cristiana. Fu altresì una seguace del gruppo tradizionalista della Fraternità Sacerdotale San Pio X.
(Alfredo Cattabiani)
Monsignor Lefebvre, a cui la Campo era molto devota, fu scomunicato in seguito da Giovanni Paolo II per aver ordinato vescovi senza il permesso del papa, atto che fu considerato "scismatico".
Sulla rivista Conoscenza religiosa, diretta da Elémire Zolla, apparvero gli ultimi scritti di Cristina Campo, tra i quali vanno ricordati il saggio Sensi soprannaturali e le "poesie sacre" ispirate alla liturgia bizantina.
(Cristina Campo, Nobilissimi ierei, in Conoscenza religiosa, I, 1977, p.97; poesia "sacra" consegnata, insieme ad altre, da Cristina Campo alla rivista diretta da Elémire Zolla pochi giorni prima di morire)
Cristina Campo morì a Roma il 10 gennaio 1977, all'età di 53 anni, per un'ennesima crisi improvvisa di scompenso cardiaco, assistita negli ultimi istanti da Zolla; è sepolta nel Cimitero monumentale della Certosa di Bologna. 
(Cristina Campo, da Moriremo lontani)

## Eteronimi
- Cristina Campo
- Bernardo Trevisano[43]
- Benedetto Padre d'Angelo[43] (utilizzato anche da Zolla)
- Puccio Quaratesi[43]
- Giusto Cabianca[44]
- Federica Di Palma[45]
- Michäel[45]

## Opere

### Saggi
- Cristina Campo, Fiaba e mistero e altre note, Firenze, Vallecchi, 1962.
- Cristina Campo, Il flauto e il tappeto, Milano, Rusconi, 1971.[46]
- Leone Traverso (a cura di), tr. it. Cristina Campo, Viaggi e saggi, Cederna, 1958 (prose di Hofmannsthal). Ristampa di Alessandro Tesauro, Hofmannsthal tradotto da Cristina Campo (Ripostes, 2001).

### Poesia
- Cristina Campo, Passo d'addio, Milano, All'insegna del Pesce d'Oro, 1956.
- Cristina Campo, Diario bizantino e altre poesie, in Conoscenza religiosa, vol. 1, Firenze, La Nuova Italia, gennaio-marzo 1977,  pp. 92-102, ISSN 2037-660X (WC · ACNP).

### Traduzioni e curatele
- Bengt von Törne, Conversazioni con Sibelius, traduzione di Vittoria Guerrini, Firenze, Monsalvato, 1943.
- Katherine Mansfield, Una tazza di tè e altri racconti, traduzione di Vittoria Guerrini, Torino, Frassinelli, 1944.
- Eduard Mörike, Poesie, traduzione di Vittoria Guerrini, Milano, Cederna, 1948.
- William Carlos Williams, Il fiore è il nostro segno, traduzione di Cristina Campo, 1ª ed., Milano, All'insegna del Pesce d'Oro, 1958.
- Virginia Woolf, Diario di una scrittrice, traduzione di Vittoria Guerrini e Giuliana De Carlo, 1ª ed., Milano, Mondadori, 1959.
- William Carlos Williams, Poesie, traduzione di Cristina Campo e Vittorio Sereni, Torino, Giulio Einaudi Editore, 1961.
- Simone Weil, Venezia salva, traduzione di Cristina Campo, 1ª ed., Brescia, Morcelliana, 1963.
- Marcel Proust, La morte delle cattedrali, traduzione di Giusto Cabianca, 1ª ed., 1965.
- Simone Weil, La Grecia e le intuizioni precristiane, traduzione di Cristina Campo e Margherita Pieracci Harwell, 1ª ed., Torino, Edizioni Borla, 1967.
- John Donne, Poesie amorose. Poesie teologiche, a cura di Cristina Campo, traduzione di Cristina Campo, 1ª ed., Torino, Giulio Einaudi Editore, 1971.
- Anonimo, Detti e fatti dei Padri del deserto, a cura di Cristina Campo e Piero Draghi, 1ª ed., Milano, Rusconi, 1975.

### Prefazioni
- Vanni Scheiwiller e Piero Draghi (a cura di), Storia della città di rame, traduzione di Alessandro Spina, introduzione di Cristina Campo, 1ª ed., Milano, All'insegna del Pesce d'Oro, 1963.
- Chögyam Trungpa, Nato in Tibet, traduzione di Donatella Tippett Andalò, introduzione di Cristina Campo, Torino, Edizioni Borla, 1970.
- Abraham Joshua Heschel, L'uomo non è solo. Una filosofia della religione, traduzione di Lisa Mortara e Elèna Emilia Mortara Di Veroli, introduzione di Cristina Campo, 1ª ed., Milano, Rusconi, 1970.
- Anonimo, Racconti di un pellegrino russo, traduzione di Milli Martinelli, introduzione di Cristina Campo, 1ª ed., Milano, Rusconi, 1973.
- Cécile Jeanne-Henriette Bruyère, La vita spirituale e l'orazione, traduzione di Lorenzo Fenoglio, risvolti di copertina di Benedetto Padre d'Angelo, 1ª ed., Milano, Rusconi, 1976.

## Opere postume

### Saggi
- Cristina Campo, Gli imperdonabili, Milano, Adelphi, 1987, ISBN 978-88-459-0256-7.
- Cristina Campo, Sotto falso nome, a cura di Monica Farnetti, Milano, Adelphi, 1998, ISBN 88-459-1356-2.

### Poesie e traduzioni
- Katherine Mansfield, Tutti i racconti, traduzione di Cristina Campo, Floriana Bossi, Giacomo Debenedetti e Marcella Hannau, vol. 1, 1ª ed., Milano, Adelphi, 1978.
- Cristina Campo, La tigre assenza, a cura di Margherita Pieracci Harwell, 1ª ed., Milano, Adelphi, 1991, ISBN 978-88-459-0832-3.
- Emily Dickinson, Tutte le poesie, a cura di Marisa Bulgheroni, Meridiani Mondadori, Milano, 1997, la traduzione di alcune liriche è di Cristina Campo
- Christine Koschel, L'urgenza della luce, a cura di Amedeo Anelli, traduzione di Cristina Campo, Firenze, Le Lettere, 2004, ISBN 978-88-7166-827-7.
- Cristina Campo et al., Appassionate distanze. Letture di Cristina Campo con una scelta di testi inediti, a cura di Monica Farnetti, Filippo Secchieri e Roberto Taioli, 1ª ed., Mantova, Tre Lune Edizioni, maggio 2006, ISBN 978-88-87355-85-7.

### Epistolario
- Cristina Campo, Lettere a un amico lontano, 1ª ed., Milano, Libri Scheiwiller, 1989, ISBN 978-88-7644-247-6.
- Cristina Campo, L'infinito nel finito. Lettere a Piero Pòlito, a cura di Giovanna Fozzer, Pieve a Nievole, Via del Vento, giugno 1998, ISBN 978-88-87741-99-5.
- Cristina Campo, Lettere a Mita, a cura di Margherita Pieracci Harwell, 3ª ed., Milano, Adelphi, 1999, ISBN 978-88-459-1494-2.
- Cristina Campo, Vanni Scheiwiller e William Carlos Williams, Il fiore è il nostro segno. Carteggio e poesie, a cura di Margherita Pieracci Harwell, Milano, Libri Scheiwiller, 2001, ISBN 978-88-7644-287-2.
- Cristina Campo, L'ultima lettera, in Adelphiana. Pubblicazione permanente, vol. 2, Milano, Adelphi, 2003, ISBN 978-88-459-1766-0.
- Cristina Campo et al., Appassionate distanze. Letture di Cristina Campo con una scelta di testi inediti, a cura di Monica Farnetti, Filippo Secchieri e Roberto Taioli, 1ª ed., Mantova, Tre Lune Edizioni, maggio 2006, ISBN 978-88-87355-85-7.
- Cristina Campo, Caro Bul. Lettere a Leone Traverso (1953-1967), a cura di Margherita Pieracci Harwell, Milano, Adelphi, 2007, ISBN 978-88-459-2177-3.
- Cristina Campo e Alessandro Spina, Carteggio, Brescia, Morcelliana, 2007, ISBN 978-88-372-2185-0.
- 1961-1975 Cristina Campo, Se tu fossi qui. Lettere a María Zambrano , a cura di Maria Pertile, Milano, Archinto Editore, maggio 2009, ISBN 978-88-7768-529-2.
- Cristina Campo, Un ramo già fiorito. Lettere a Remo Fasani, a cura di Maria Pertile, 1ª ed., Venezia, Marsilio Editori, luglio 2010, ISBN 978-88-317-0613-1.
- Cristina Campo, Il mio pensiero non vi lascia. Lettere a Gianfranco Draghi e ad altri amici del periodo fiorentino, a cura di Margherita Pieracci Harwell, Milano, Adelphi, gennaio 2012, ISBN 978-88-459-2644-0.
- Cristina Campo, Lettere a Ernesto Marchese (PDF), in Il Giannone. Semestrale di cultura e letteratura, diretto da Antonio Motta, XII, n. 23-24, San Marco in Lamis, Centro Documentazione Leonardo Sciascia/Archivio del Novecento, gennaio-dicembre 2014,  pp. 33-54, ISSN 2281-4256 (WC · ACNP). URL consultato il 15 febbraio 2018.
- Andrea Emo, Lettere a Cristina Campo 1972-1976, a cura di Giovanna Fozzer, Bologna, In forma di parole, gennaio 2001.
- a cura di Stefanie Golisch, Cara amica, la patria è la lingua. Lettere di Cristina Campo ad Alejandra Pizarnik (1963-1970), Edizioni Magog, 2023

## Omaggi nella cultura di massa
- La cantautrice Maria Antonietta (pseudonimo di Letizia Cesarini) ha dedicato a Cristina Campo un capitolo del libro Sette ragazze imperdonabili. Un libro d'ore (2019) e un disco, intitolato come un suo volume di poesia, La Tigre Assenza (2023).